# Віллевере
Ві́ллевере (ест. Villevere küla) — село в Естонії, у волості Тюрі повіту Ярвамаа.

## Населення
Чисельність населення на 31 грудня 2011 року становила 90 осіб.